# سكوبيلو
{{صندوق معلومات تجمع سكاني
| اسم             = سكوبيلو
| اسم رسمي        = بلدية سكوبيلو
| صورة            = Scopello_panorama.JPG
| تعليق صورة      = نهر سيشيا في سكوبيلو
| درع             =
| اجمالي عدد السكان= 452
| اجمالي_المساحة_كم2= 18.62
| ارتفاع_م        = 659
| تسمية السكان    = Scopellesi
| الرمز البريدي   = 13028
| area_code       = 0163
| الموقع          = الموقع الرسمي

سكوبيلو هي بلدية في إيطاليا يقطنها حوالي 450 نسمة، يقع في منطقة جبال الألب بينيني في مقاطعة فرشيلي التابعة لإقليم بييمونتي. البلدية تغطي مساحة 18.62 كيلومتر مربع (7.19 ميل2) ويتراوح ارتفاعها من 640 إلى 1,930 متر (2,100 إلى 6,330 قدم) فوق مستوى سطح البحر. يقع مركزها الرئيسي على نهر سيشيا على ارتفاع 659 متر (2,162 قدم).

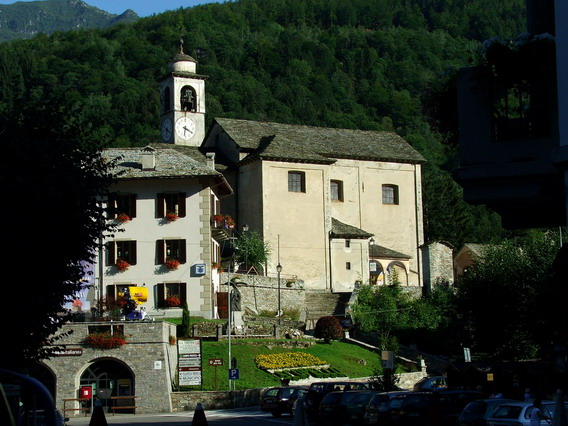
كنيسة باريش، بياتا فيرجيني ماريا أسونتا.
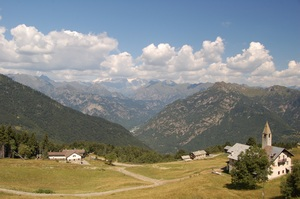
أبل دي ميرا في فصل الشتاء منتجع للتزلج.

## البلديات المجاورة
تقع سكوبيلو على حدود البلديات التالية: بوتشيليتو، كامبرتونو، كابريلي، كريفاكوري، غواردابوزون، بيتينيو، بيلا، بيوده، سكوبا، تريفيرو، فال سان نيكولاو.

## الحواشي
1. ↑  Elevation data from [[#CITEREF|]]
2. ↑  Source for neighbouring communes: [[#CITEREF|]],

## وصلات خارجية
- www.scopello.com نسخة محفوظة 29 يناير 2011 على موقع واي باك مشين., الموقع الرسمي البلدية.
- chiosovalsesia نسخة محفوظة 18 يناير 2019 على موقع واي باك مشين. الموقع على واحد من Scopello المحلية المراكز التي تشمل على صور تاريخية.
- Alpe di Mera, الموقع الرسمي من Proloco.